# Gunung Pasir Jaya
Gunung Pasir Jaya is een bestuurslaag in het regentschap Lampung Timur van de provincie Lampung, Indonesië. Gunung Pasir Jaya telt 4992 inwoners (volkstelling 2010).